# مايك إيفز
مايك إيفز (بالإنجليزية: Mike Eaves)‏ هو لاعب هوكي الجليد كندي وأمريكي، ولد في 10 يونيو 1956 في دنفر في الولايات المتحدة.

## وصلات خارجية
- مايك إيفز على موقع دوري الهوكي الوطني (الإنجليزية)
- مايك إيفز على موقع قاعة مشاهير الهوكي (لاعب أن.إتش.أل) (الإنجليزية)
- مايك إيفز على موقع EliteProspects.com (الإنجليزية)
- مايك إيفز على موقع HockeyDB.com (الإنجليزية)
- مايك إيفز على موقع Hockey-Reference.com (الإنجليزية)